# Louisville (New York)
Pour les articles homonymes, voir Louisville.
Louisville est une ville du comté de St. Lawrence, dans l’État de New York, au nord-est des États-Unis. La commune compte 3 145 habitants en l’an 2010. 
|                                                             | Cornwall (Ontario), Fleuve Saint-Laurent, Canada, Ontario | Cornwall (Ontario), Fleuve Saint-Laurent, Canada, Ontario |
| Morrisburg (Ontario), Fleuve Saint-Laurent, Canada, Ontario | Louisville                                                | Massena (New York)                                        |
| Ogdensburg (New York), Waddington (New York)                | Norfolk (New York), Potsdam (New York)                    | Brasher Falls-Winthrop (New York)                         |